# Phaedon wumingshanensis
Phaedon wumingshanensis es una especie de insecto coleóptero de la familia Chrysomelidae.
Fue descrita científicamente en 2002 por Ge, Wang & Yang.